# Ernest Salu

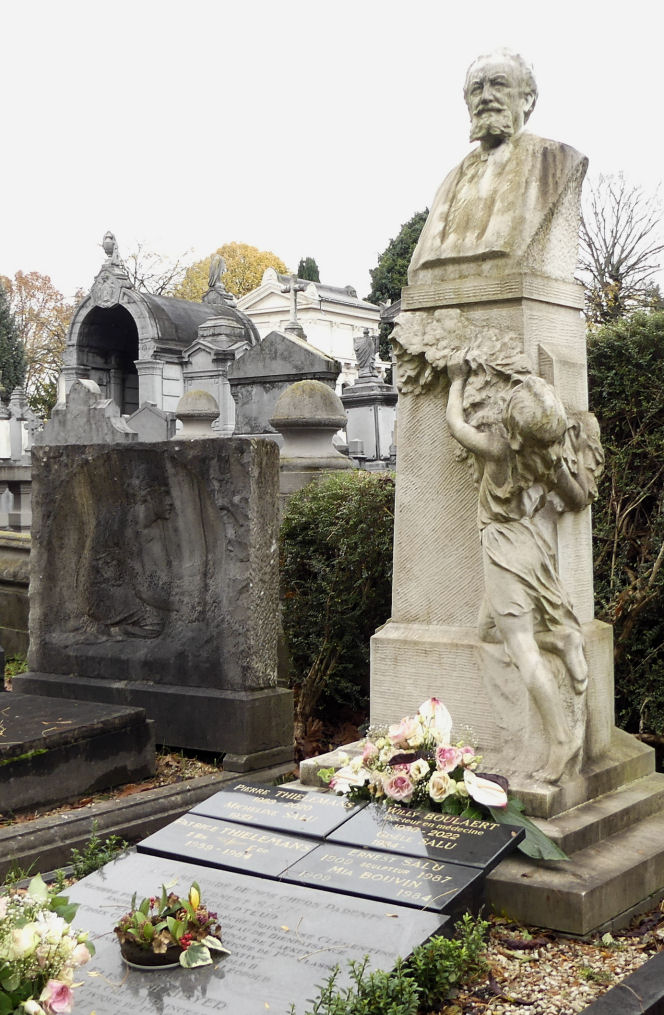
Praalgraf in witte steen van Ernest Salu - Bouvin, met buste van Ernest Salu, Laken

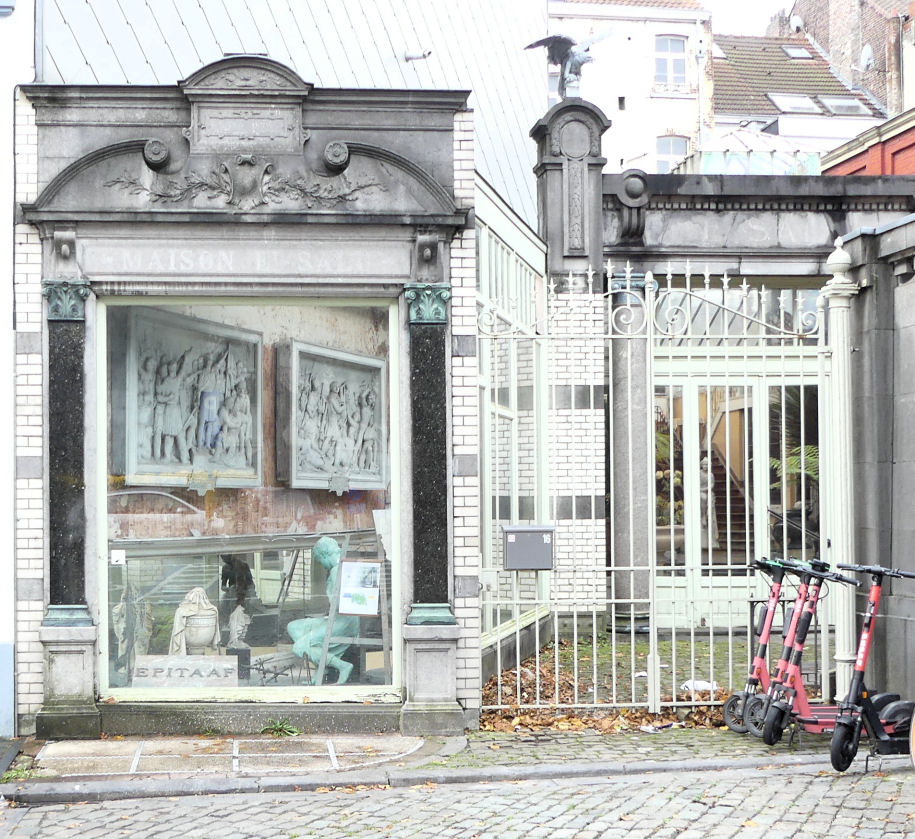
Gevel en vitrine van de steenkapperij, Laken.

Ernest Salu is de naam van drie Brusselse steenbeeldhouwers gespecialiseerd in funerair beeldhouwwerk. Hun gekende familiale steenkapperij was gevestigd te Laken, en bestond ruim een eeuw, van 1872 tot 1984. 

## Genealogie
- Ernest Joseph Victor Salu (1846-1923)
  - Ernest Salu II (1885-1980), zoon van de vorige
    - Ernest Salu - Bouvin (1909-1987) laatste steenhouwer, begraven in Laken.

## Geschiedenis
De oudste Salu (Schaarbeek, 20 maart 1846 – Laken, 18 mei 1923) was de zoon van een meelhandelaar uit Boortmeerbeek. Hij was wees op jonge leeftijd maar volgde een opleiding tot steenhouwer aan de Kunstacademie Brussel. Daarna ging hij werken bij Willem Geefs, met wie hij zijn leven lang een nauwe band zou hebben. Rond 1870 beitelde hij aan de grote sculpturale werf die de Beurs van Brussel was. In deze periode kreeg hij een eerste bestelling van een grafmonument.

## Steenhouwerij
De grote vraag naar funeraire kunst deed Salu in 1872 besluiten om een terrein te kopen bij de pas ingewijde Onze-Lieve-Vrouwekerk, vlak naast de begraafplaats van Laken. Zijn atelier ging er in 1874 open en werd herhaaldelijk uitgebreid. Rond 1900 werkten er veertien arbeiders in de steenkapperij, waarvan tien beeldhouwers. Er werd veel gewerkt met blauwe hardsteen, witte natuursteen, veelkleurig zweeds graniet en witte carrara. Salu importeerde afgewerkte marmeren sculpturen (Engelen en pleureusen) uit Italië, die hij plaatste op verschillende van zijn praalgraven. Zijn populariteit reikte tot ver buiten Laken: er zijn 19e-eeuwse gesigneerde grafzerken te vinden van zijn steenhouwerij tot in Hamme en Sint-Niklaas.

## Museum
Ernest III Salu-Bouvin hield de steenkapperij open tot 1984. Hij overleed te Laken in 1987, maar had zijn dood goed voorbereid: hij liet het archief en de steenkapperij over aan een VZW, waarna het patrimonium in erfpacht gegeven om het funerair erfgoed te kunnen onderzoeken. Na de sluiting werd de steenkapperij gebruikt voor tijdelijke tentoonstellingen, om uiteindelijk uit te groeien tot een volwaardig museum over grafkunst, waarin onder meer de gipsotheek van de Salu's wordt bewaard (Onze-Lieve-Vrouwvoorplein 16). In Laken en Jette zijn straten naar hen vernoemd.

## Galerij

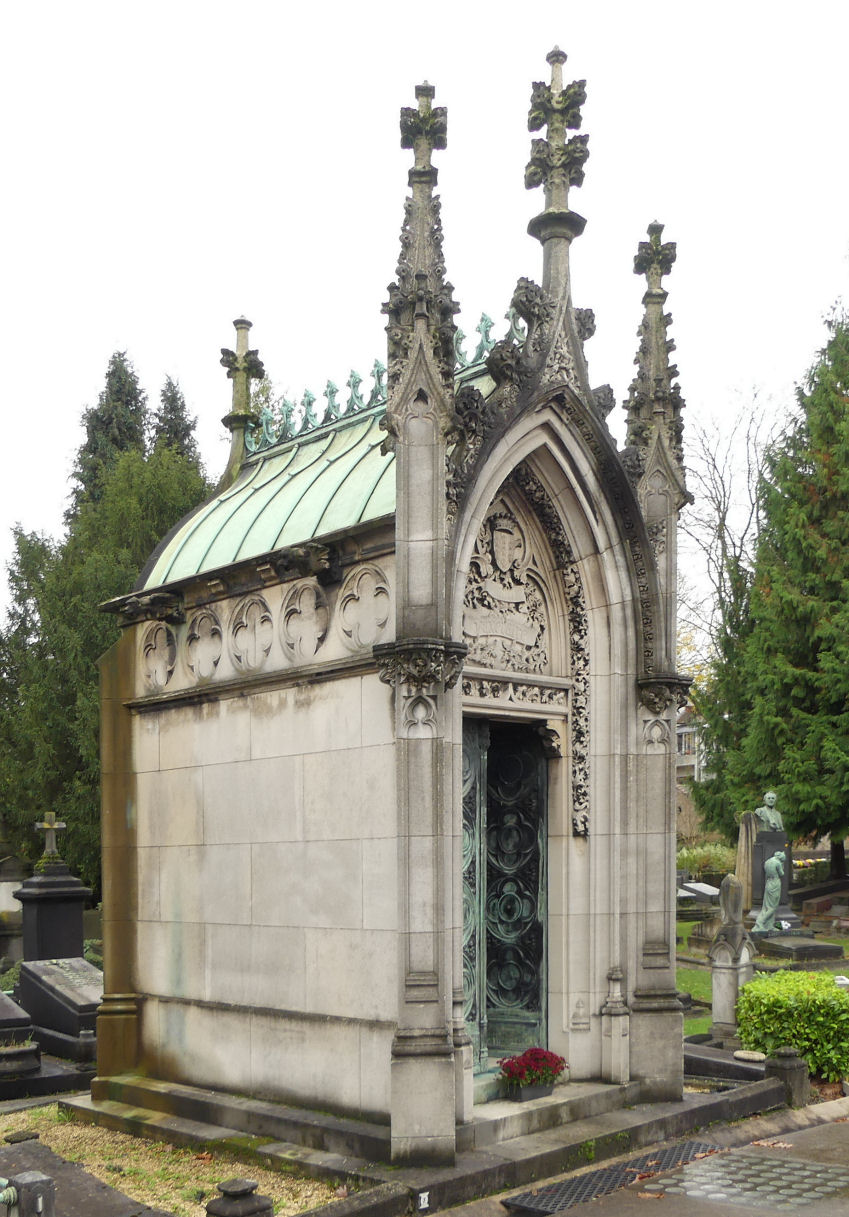
Neogotische grafkapel van Frans Vaxelaire
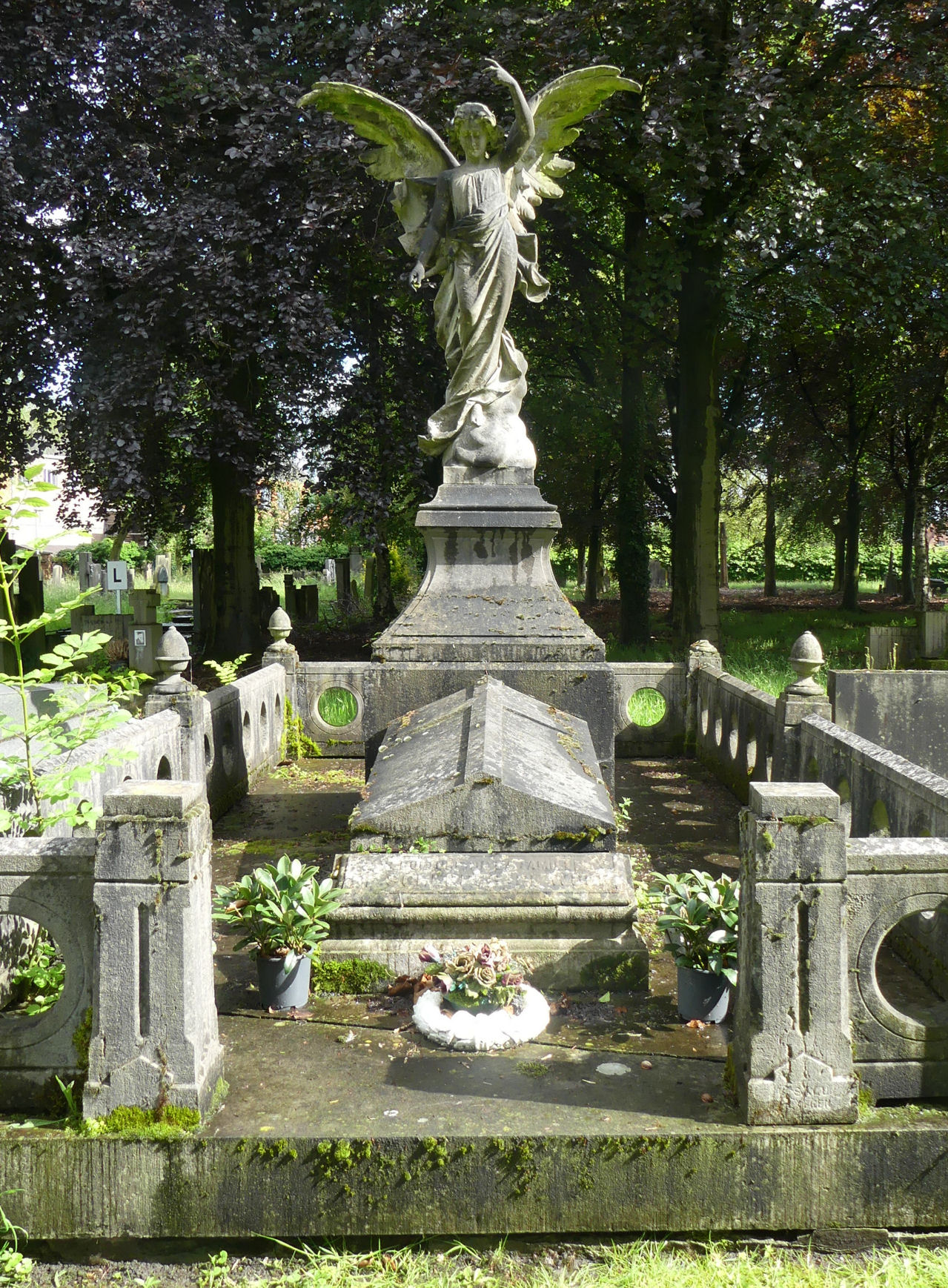
Praalgraf de Schepper, Parkbegraafplaats Tereken, Sint-Niklaas
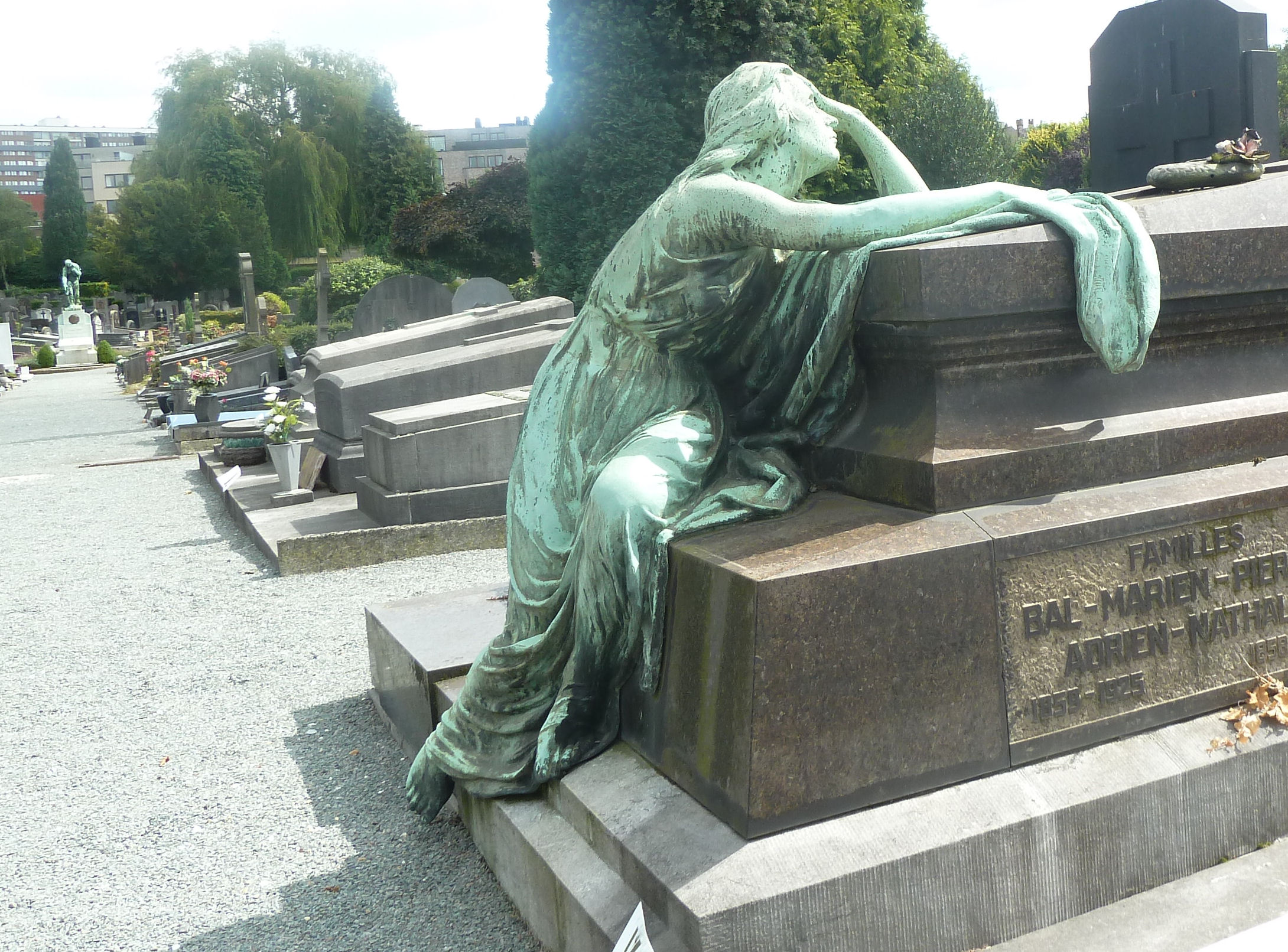
Treurende vrouw op het kerkhof te Jette
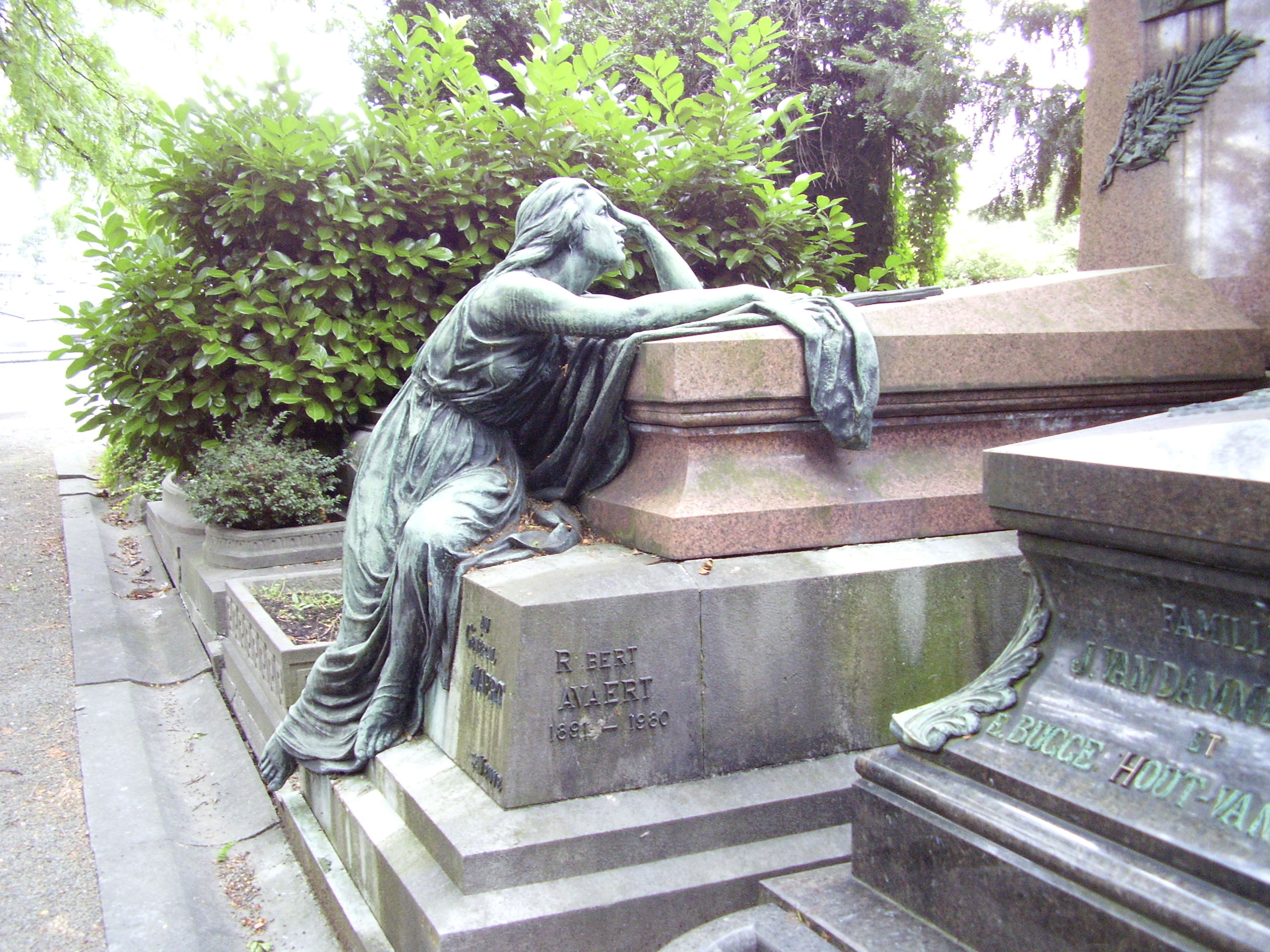
Treurende vrouw op het kerkhof te Laken
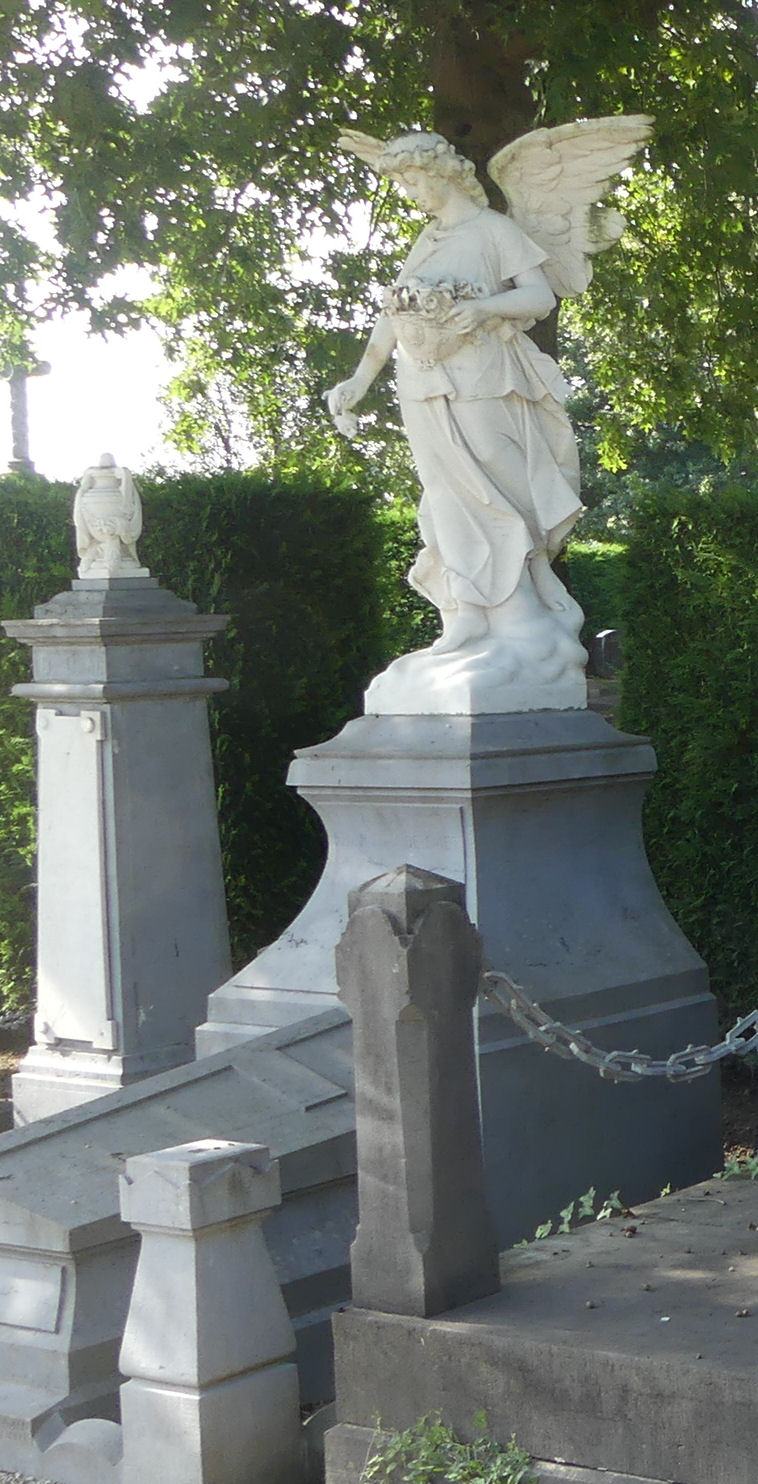
Praalgraf in arduin en Carrara-marmer voor Van Damme-De Smet (Hamme)
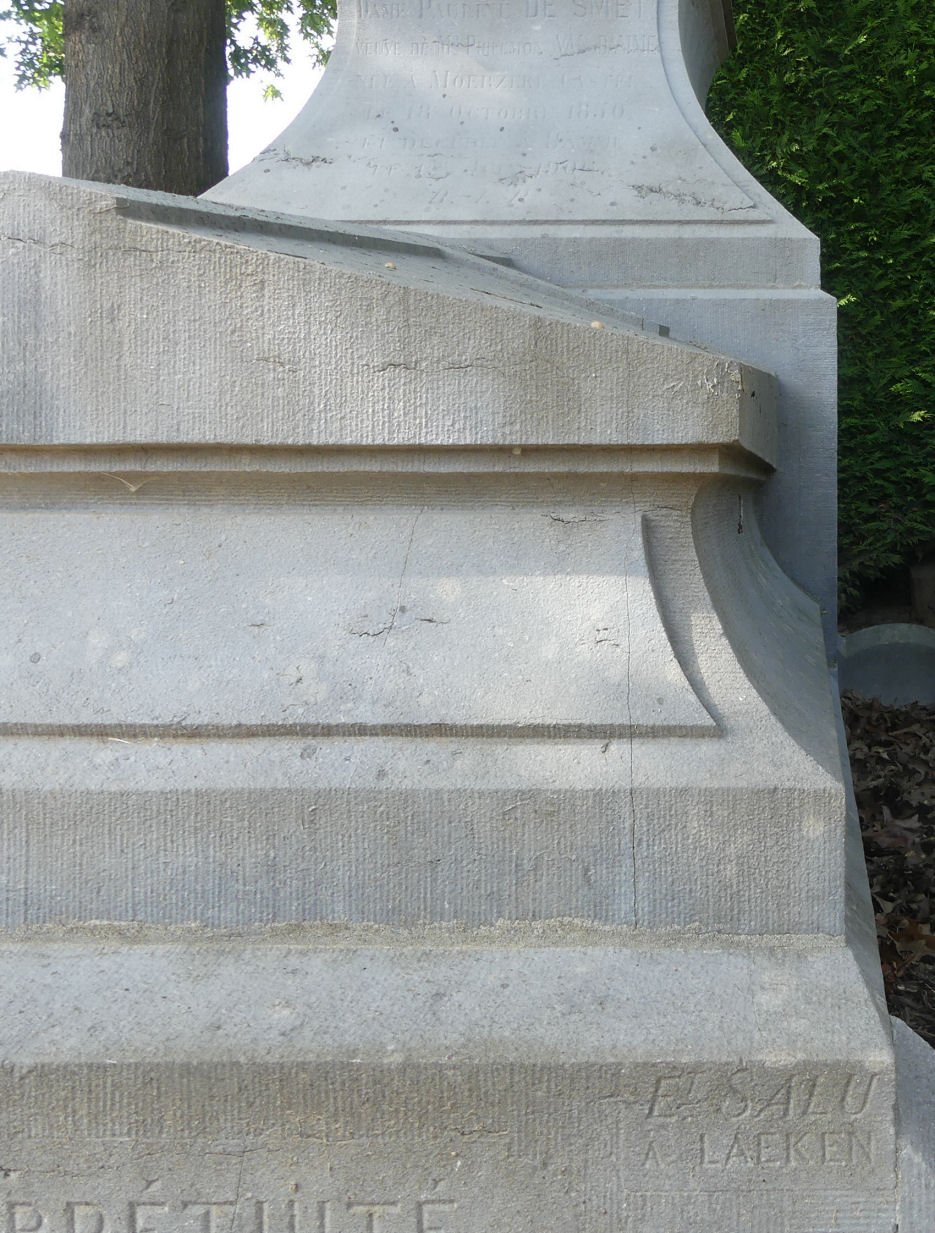
Signatuur, arduin (Hamme)
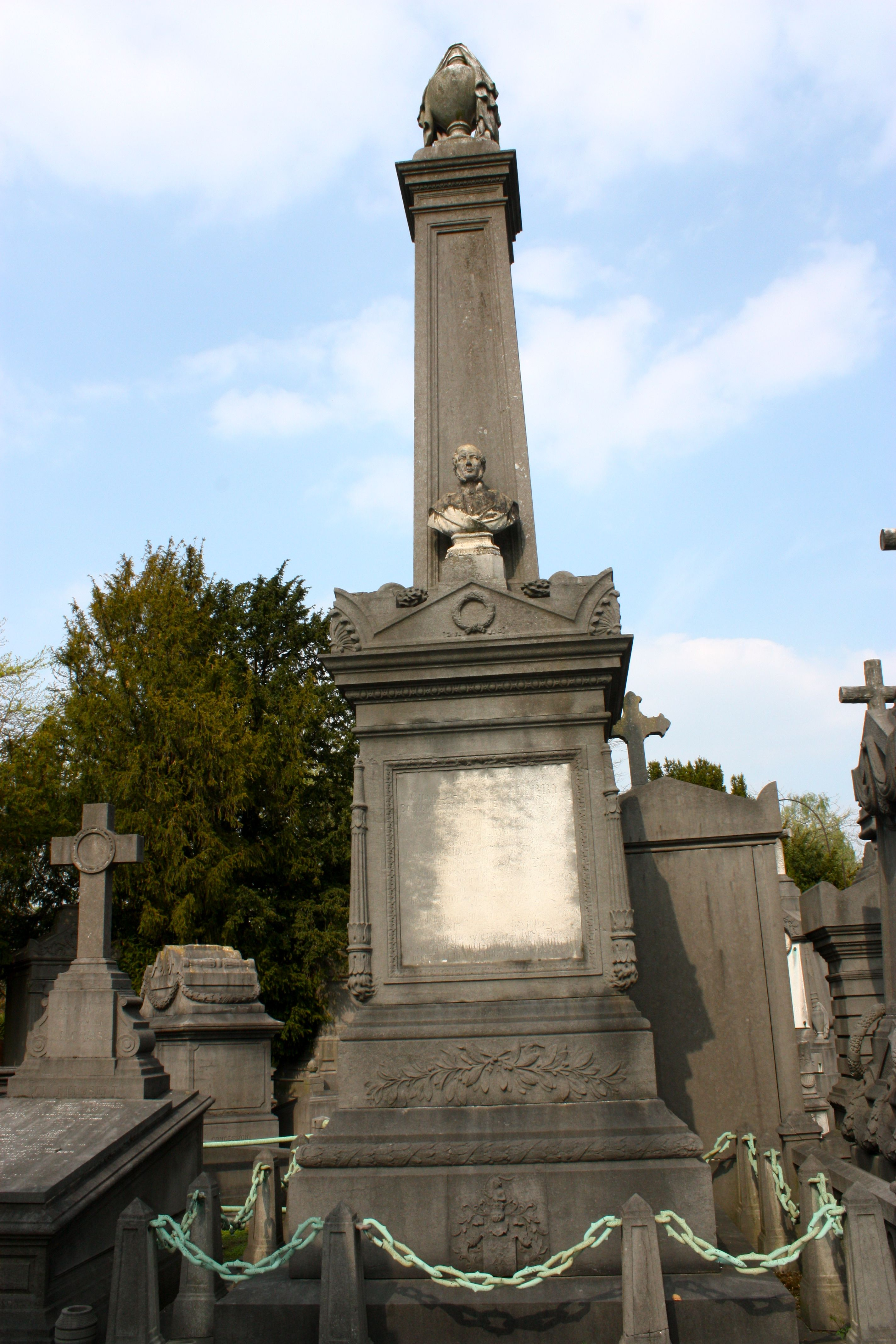
Praalgraf van burgemeester Charles Herry
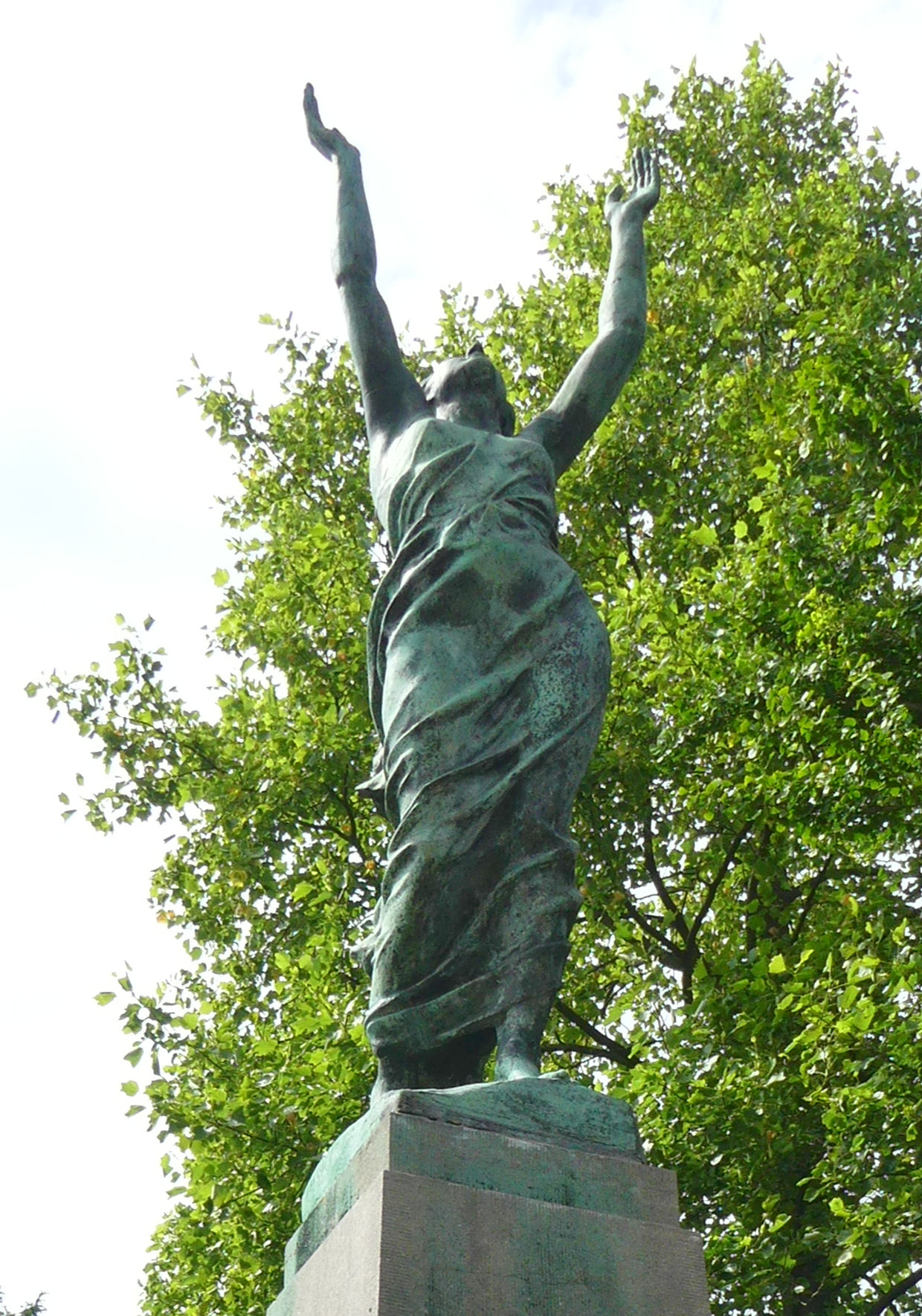
Lofzangeres op het praalgraf van Jules Strauwen (1943)
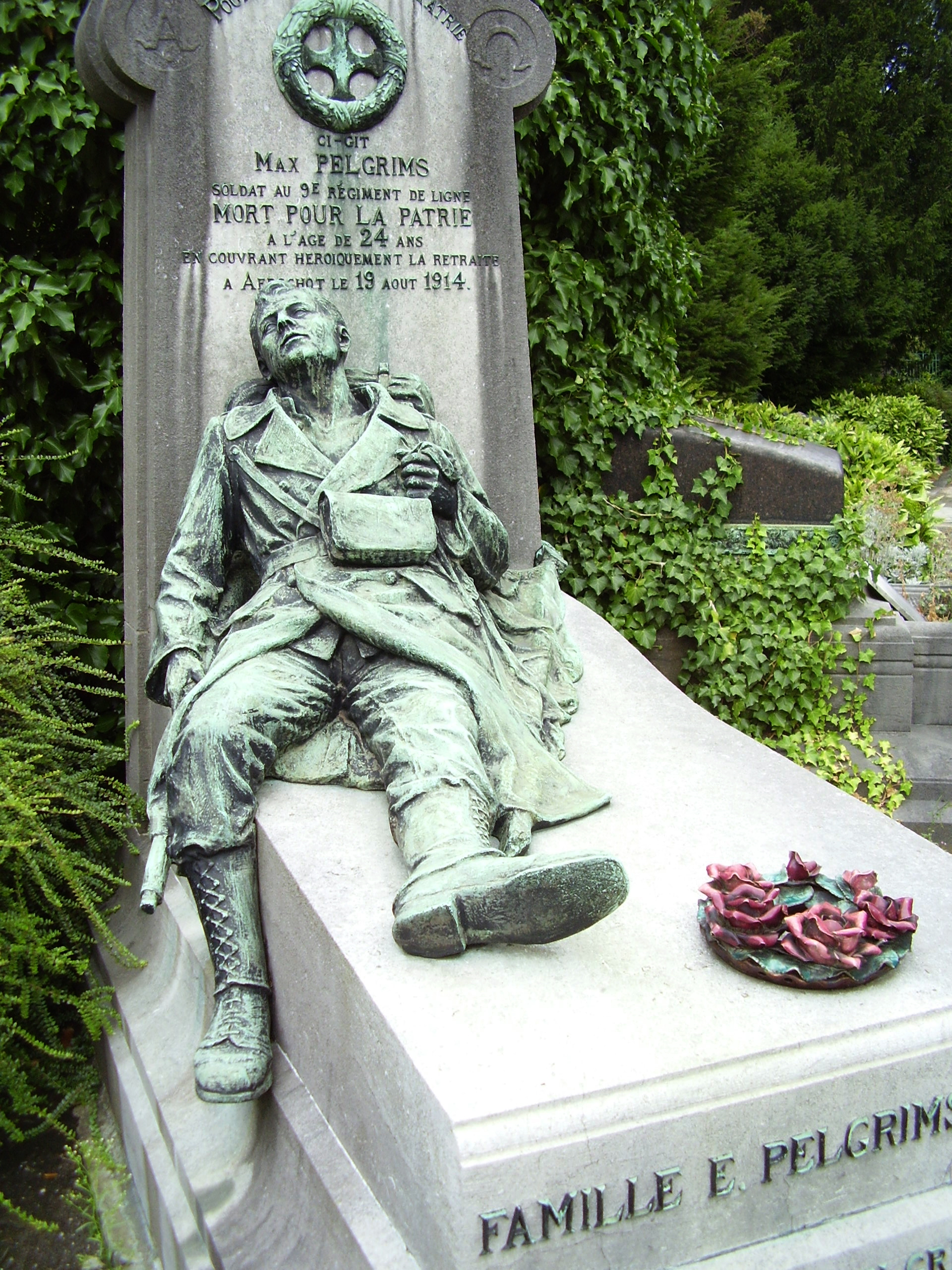
Praalgraf, met bronzen sculptuur van Max Pelgrims, Laken

## Funerair opus

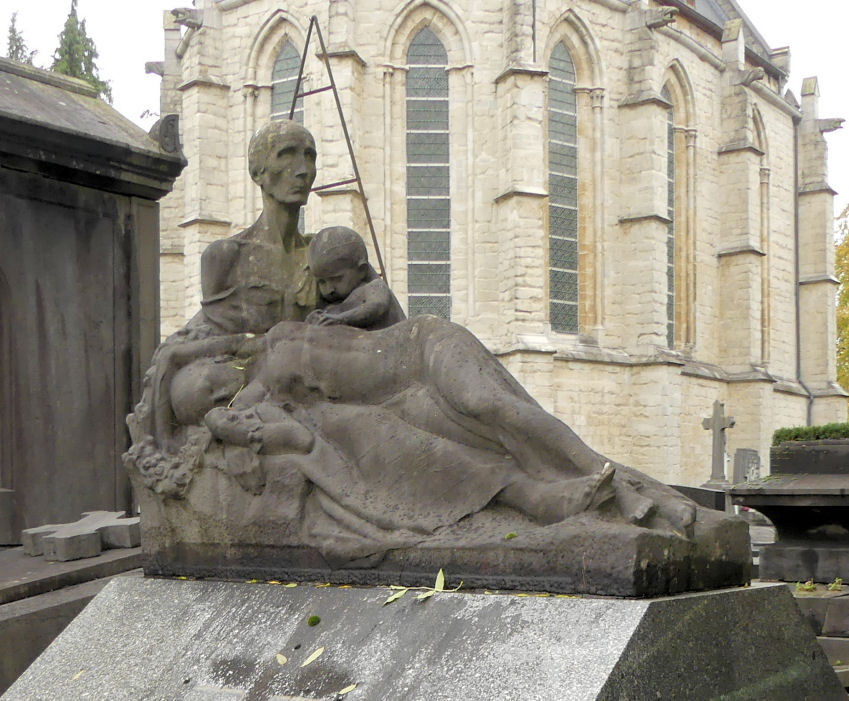
Praalgraf van Georges de Ro, Begraafplaats van Laken.

De homonymie en het ontbreken van een systematische catalogus maakt een geïndividualiseerde toeschrijving moeilijk.
Laken:
- Neogotische grafkapel van Frans Vaxelaire
- Praalgraf met bronzen pleureuse van generaal Avaert.
- praalgraf met pleureuse van André-Albert Demeyer-Delépinne
- Praalgraf in arduin van Alphonse Balat (1895).
- Praalgraf met bronzen figuur van Max Pelgrims (1914).[2]
- Graf van Georges de Ro (1921), beschermd in 1994.[3] Op een granieten sokkel is een witmarmeren groep geplaatst, getiteld Begin en Einde. Dit werk van Isidoor De Rudder toont de drie fasen van het leven: een uitgemergelde oude vrouw met een klein kind en op haar schoot een meisje.
- Praalgraf in witte marmer,van Ernest Joseph Victor Salu (1923).[4]
- Praalgraf in arduin, met buste in carrara van Émile Bockstael (1932), Laken.[5]

Sint-Jans-Molenbeek:
- Praalgraf van Jan De Maerschalck: een witmarmeren engel daalt neer om het einde der tijden aan te kondigen.

Hamme:
- Praalgraf met engel, in wit Carraramarmer voor de echtgenoten Van Damme-De Smet.